# Traize
Traize település Franciaországban, Savoie megyében. Lakosainak száma 336 fő (2022. január 1.). Traize La Balme, La Chapelle-Saint-Martin, Loisieux, Saint-Paul-sur-Yenne és Yenne községekkel határos.

## Népesség
A település népessége az elmúlt években az alábbi módon változott:
| Lakosok száma | 297  | 306  | 319  | 318  | 322  | 325  | 326  | 328  | 336  |
|               | 2013 | 2015 | 2016 | 2017 | 2018 | 2019 | 2020 | 2021 | 2022 |